# Salsola gemmifera
Salsola gemmifera là loài thực vật có hoa thuộc họ Dền. Loài này được Botsch. miêu tả khoa học đầu tiên năm.